# 張標 (嘉靖進士)
張標（1508年—1568年），字汝式，号洱阳，山東青州府壽光縣人，軍籍，明朝政治人物。

## 生平
嘉靖十三年（1534年）中式山東鄉試第三十名舉人。嘉靖十四年（1535年）聯捷乙未科会试第一百八十四名，二甲二十名進士。授南京刑部主事，升员外郎、郎中。二十三年（1544年）出任嚴州府知府，调任德安府、保定府知府。诰授大中大夫正三品。著有《金丹集要》十卷行于世。
2014年7月31日，后世部分族人发现八世祖张標的墓志铭。墓志铭先暂存寿光市九巷村。

## 家族
曾祖張秀；祖父張霑；父張東暘，母馬氏。具庆下。
有弟张柱，嘉靖二十六年进士。